# Mathilde C. Weil
Mathilde C. Weil (1822, Alemania– 1901) fue una de las pioneras en el mundo de la publicidad. Mathilde se dedicó a la compra de espacios publicitarios para un periódico alemán. Fue entonces cuando Weil encontró su vocación por la publicidad.
Mathilde empezó su carrera al mudarse a Nueva York como traductora y periodista. Pocas décadas después de la Guerra Civil, en 1880, Weil fundó su agencia, The M. C. Weil Agency, que se especializaba en los anuncios por palabras para los periódicos. Mathilde C. Weil es la primera mujer del país en fundar su propia agencia de publicidad. Mathilde fue considerada la primera mujer profesional de la publicidad en EE. UU. Weil sostenía que había que hacer una publicidad para las mujeres, ya que estas eran las que compraban.
Mathilde también fue una mujer involucrada en cuestiones socialistas en defensa de la mujer germano-americana trabajadora. Mientras fue oradora junto a otros personajes tales como Neymann y Alexander Jonas defendió cuestiones como el salario, las horas de trabajo y la labor que debían desempeñar las mujeres. Defendió que el voto, la igualdad en la educación y la igualdad salarial mejoraría mucho la situación de la mujer, ya que tanto Mathilde como Neymann sostenían que los derechos de la mujer debían contemplarse dentro del progreso humano.